# Echeneibothrium bilobatum
Echeneibothrium bilobatum is een lintworm (Platyhelminthes; Cestoda). De worm is tweeslachtig. De soort leeft als parasiet in andere dieren.
Het geslacht Echeneibothrium, waarin de lintworm wordt geplaatst, wordt tot de familie Rhinobothriidae gerekend. De wetenschappelijke naam van de soort werd voor het eerst geldig gepubliceerd in 1955 door Young.